# می‌نامی مینگیشی
می‌نامی مینگیشی (انگلیسی: Minami Minegishi؛ زادهٔ ۱۵ نوامبر ۱۹۹۲) بازیگر و خواننده ژاپنی و عضو پیشین گروه موسیقی ای‌کی‌بی ۴۸ است.